# اکیم اودا
اکیم اودا (به لاتین: Akim Oda) یک منطقهٔ مسکونی در غنا است که در منطقه شرقی (غنا) واقع شده‌است.

## خصوصیات
اکیم اودا ۶۰٬۶۰۴ نفر جمعیت دارد.